# Джон Ньюмен (співак)
Джон Нью́мен (англ. John Newman, нар. 16 червня 1990, Сетл, Північний Йоркшир, Англія, Велика Британія) — англійський співак та музикант. Джон найбільш відомий завдяки композиції «Love Me Again», яка посіла перше місце у UK Singles Chart в липні 2013. Він вважається одним з найбільш успішних та високо оцінених британських співаків 2013 року. Його було номіновано на три нагороди Brit Awards, включно з номінацією Британський чоловічий співак жанру соло. Станом на лютий 2014, Ньюмен продав більше 1,3 мільйонів записів лише у Великій Британії.

## Нагороди
| Рік  | Організація            | Номінація                               | Праця           | Результат |
| ---- | ---------------------- | --------------------------------------- | --------------- | --------- |
| 2013 | Premios 40 Principales | Найкраща міжнародна нова праця          | Н/Д             | Номінація |
| 2013 | Premios 40 Principales | Найкраще міжнародне відео               | «Love Me Again» | Перемога  |
| 2014 | BRIT Awards            | Британський чоловічий співак жанру соло | Н/Д             | Номінація |
| 2014 | BRIT Awards            | Британський сингл                       | «Love Me Again» | Номінація |
| 2014 | BRIT Awards            | Британське відео                        | «Love Me Again» | Номінація |